# Myriactis
 Myriactis  Less., 1831 è un genere di piante angiosperme dicotiledoni della famiglia delle Asteraceae, sottofamiglia Asteroideae, tribù Astereae (Aster lineage) e sottotribù Asterinae.

## Etimologia
Il nome del genere (Myriactis) deriva dal greco antico "myriaktos", che significa "moltitudini" o "infinità" e fa riferimento ai molti fiori del raggio.
Il nome scientifico del genere è stato definito dal botanico Christian Friedrich Lessing (1809-1862) nella pubblicazione " Linnaea; Ein Journal für die Botanik in ihrem ganzen Umfange. Berlin" (  Linnaea 6(1): 127 ) del 1831.

## Descrizione

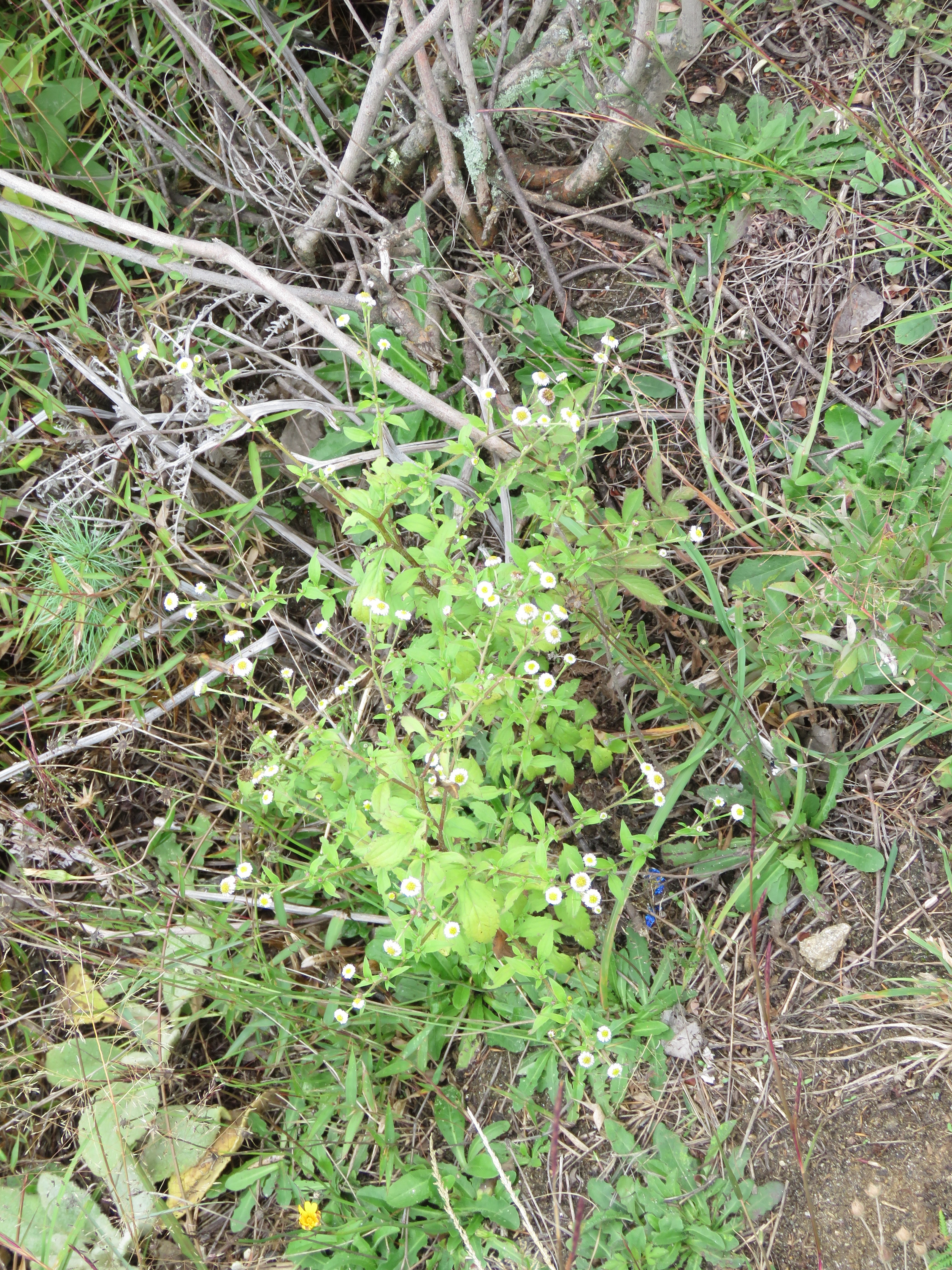
Il portamento
Myriactis nepalensis

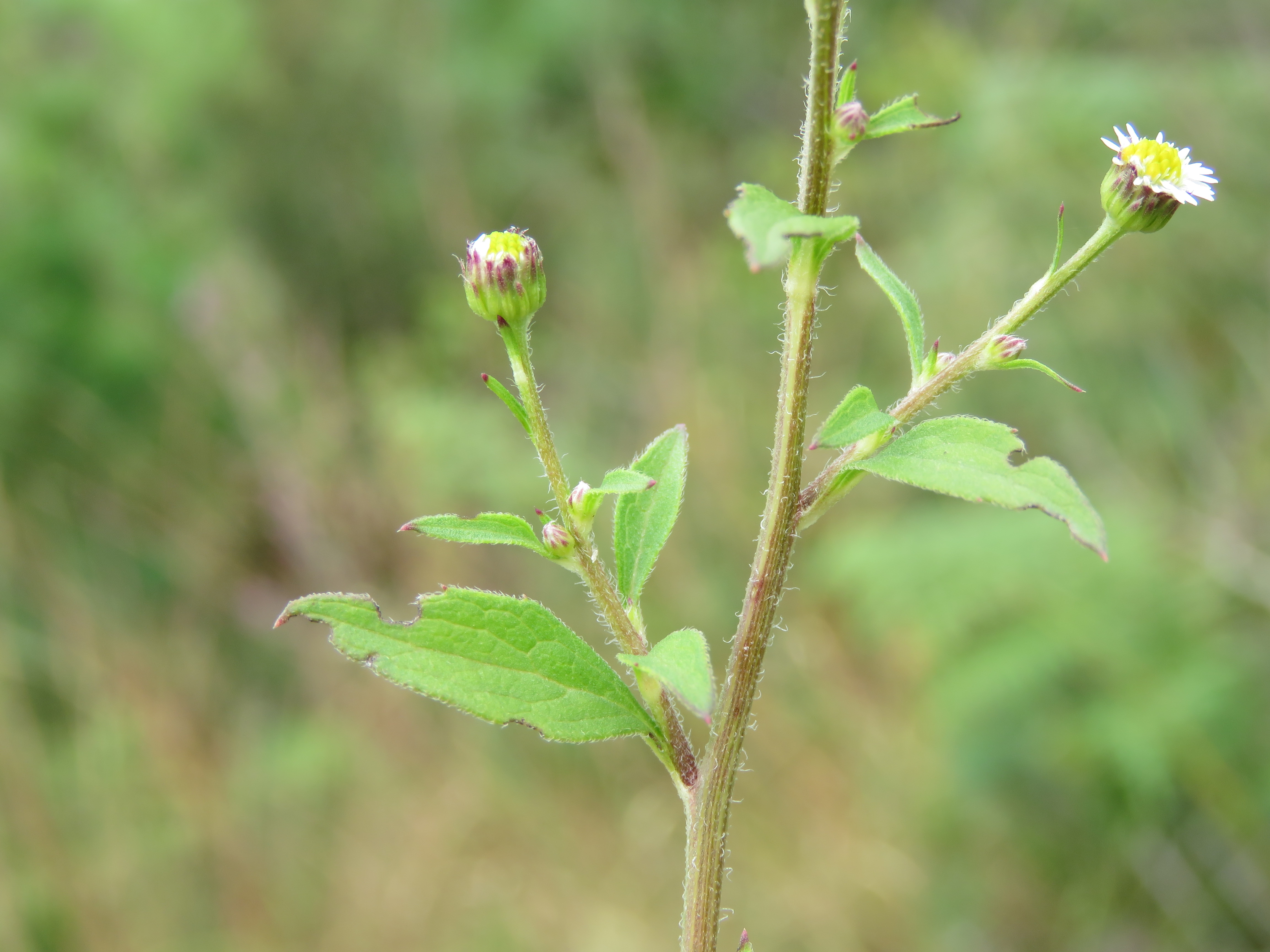
Le foglie
Myriactis nepalensis

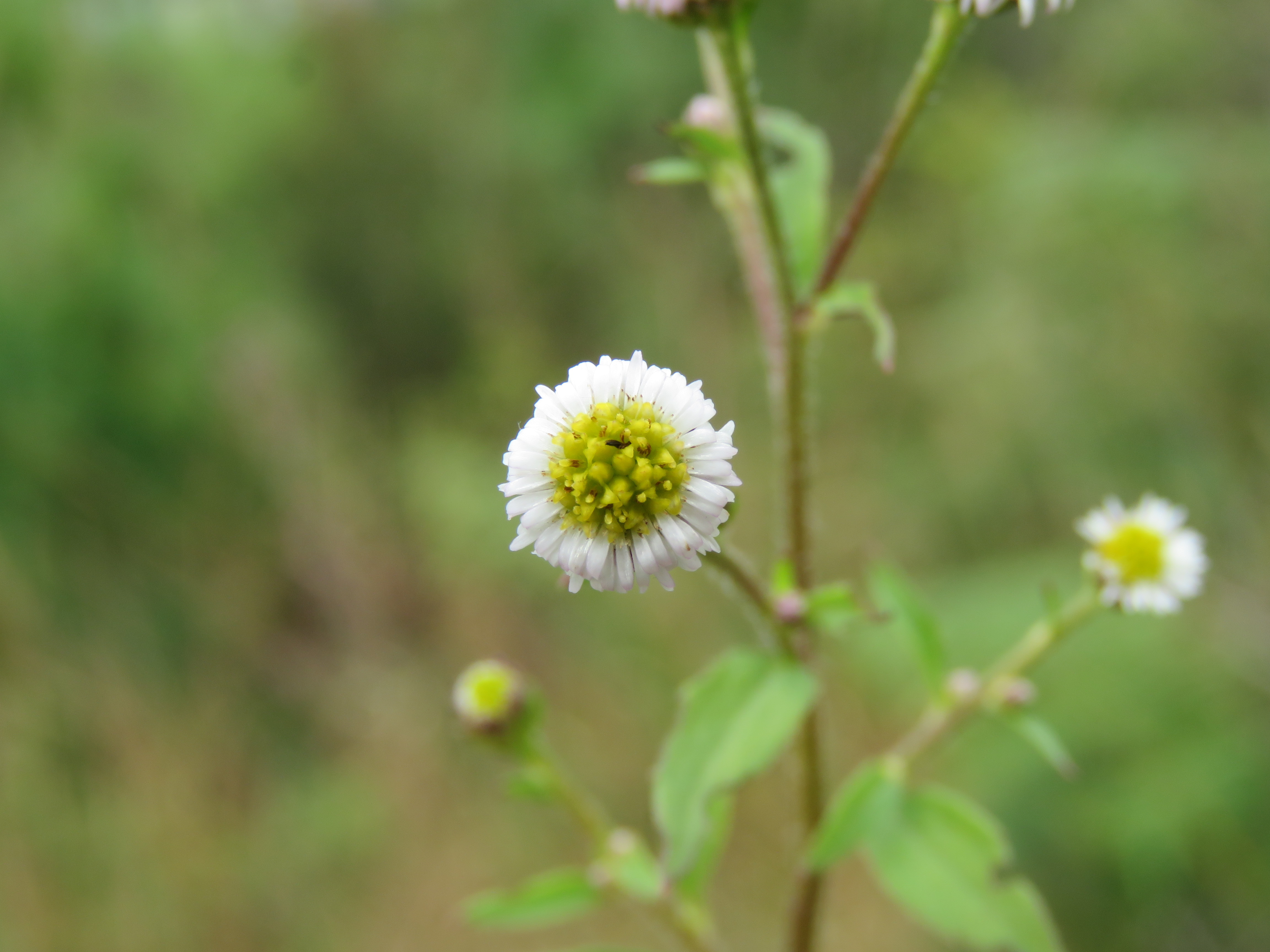
Infiorescenza
Myriactis nepalensis

Portamento. Le specie di questo genere hanno un habitus di tipo erbaceo annuale (o annuale) spesso rizomatoso; l'indumento varia da subglabro a irsuto-villoso.
Fusto. La parte aerea in genere è eretta, semplice o ramosa. 
Foglie. Le foglie sono disposte in modo alternato e sono sessili o picciolato-alate (a volte sono abbraccianti il caule - amplessicauli). Si distinguono in basali (possono formare una rosetta basale) e in cauline (in genere di minori dimensioni). La forma della lamina varia da crenato-dentata (o seghettata) a pennatosetta con contorni da oblanceolati a ovati o orbicolari o spatolati; le basi delle lamine sono ristrette, mentre gli apici sono acuti. Sulla superficie possono essere presenti dei punti ghiandolari.
Infiorescenza. Le sinflorescenze sono sia scapose (capolini solitari) che composte da diversi capolini raccolti in lasse formazioni corimbose otirsoidi. Le infiorescenze vere e proprie sono composte da un capolino terminale peduncolato di tipo radiato con fiori eterogami. I capolini sono formati da un involucro, con forme da emisferiche a cupoliformi, composto da diverse brattee, al cui interno un ricettacolo fa da base ai fiori di due tipi: fiori del raggio e fiori del disco. Le brattee, carenate nel mezzo, con forme oblanceolate e a consistenza erbacea o cartacea, sono disposte in modo più o meno embricato su 2 - 4 serie. Il ricettacolo, alveolato, in genere è nudo ossia senza pagliette a protezione della base dei fiori; la forma è convessa, emisferica o globosa.
Fiori.  I fiori sono tetra-ciclici (formati cioè da 4 verticilli: calice – corolla – androceo – gineceo) e pentameri (calice e corolla formati da 5 elementi). Si distinguono in:
- fiori del raggio (esterni) da 10 a 45 e più: sono femminili (sterili o fertili) e sono disposti su 2 - 5 serie; la forma è ligulata (con un breve tubo) terminante con alcuni denti;
- fiori del disco (centrali): sono più numerosi con forme tubulose (da strettamente imbutiformi a campanulate) terminanti con 4 - 5 lobi lanceolati, patenti o riflessi; sono ermafroditi (o funzionalmente maschili).

- Formula fiorale:

*/x K {\displaystyle \infty }, [C (5), A (5)], G 2 (infero), achenio
- Calice: i sepali del calice sono ridotti ad una coroncina di squame.

- Corolla: la forma della corolla dei fiori del raggio è zigomorfa con colori bianco-verdi, rosa o porpora; quella dei fiori del disco è attinomorfa con colori gialli.

- Androceo: l'androceo è formato da 5 stami sorretti da filamenti generalmente liberi; gli stami sono connati e formano un manicotto circondante lo stilo; le teche (produttrici del polline) alla base sono troncate e sono lievemente auricolate (molto raramente sono speronate o hanno una coda); le appendici apicali delle antere hanno delle forme piatte e lanceolate; il tessuto endoteciale (rivestimento interno dell'antera) è quasi sempre polarizzato (con due superfici distinte: una verso l'esterno e una verso l'interno). Il polline è sferico con un diametro medio di circa 25 micron;  è tricolporato (con tre aperture sia di tipo a fessura che tipo isodiametrica o poro) ed è echinato (con punte sporgenti).[10][13]

- Gineceo: l'ovario è infero uniloculare formato da 2 carpelli.[6] Lo stilo (il recettore del polline) è profondamente bifido (con due stigmi divergenti) e con le linee stigmatiche marginali separate.[14] I due bracci dello stilo hanno una forma da lanceolata a deltoide e possono essere papillosi o ricoperti da ciuffi di peli. Lo stilo dei fiori del raggio è supinato.

Frutti. I frutti sono degli acheni senza pappo; in alcune specie è presente un certo dimorfismo (gli acheni dei fiori del raggio differiscono dagli acheni dei fiori del disco);
- achenio: gli acheni, con forme da obovate a oblanceolate, sono provvisti di un breve becco e due coste longitudinali; la superficie è brillante e priva di ghiandole (fiori del raggio) o ghiandolosa (fiori del disco); la parete dell'achenio è formata da celle contenenti rafidi ma prive di fitomelanina; il carpoforo normalmente è anulare; le setole con punte a forma di ancora non sono presenti.

## Biologia
Impollinazione: l'impollinazione avviene tramite insetti (impollinazione entomogama tramite farfalle diurne e notturne).

Riproduzione: la fecondazione avviene fondamentalmente tramite l'impollinazione dei fiori (vedi sopra).

Dispersione: i semi (gli acheni) cadendo a terra sono successivamente dispersi soprattutto da insetti tipo formiche (disseminazione mirmecoria). In questo tipo di piante avviene anche un altro tipo di dispersione: zoocoria. Infatti gli uncini delle brattee dell'involucro (se presenti) si agganciano ai peli degli animali di passaggio disperdendo così anche su lunghe distanze i semi della pianta. Inoltre per merito del pappo il vento può trasportare i semi anche a distanza di alcuni chilometri (disseminazione anemocora).

## Distribuzione e habitat
Le specie di questo genere sono distribuite in Asia meridionale dalla Transcaucasia alla Nuova Guinea .

## Sistematica
La famiglia di appartenenza di questa voce (Asteraceae o Compositae, nomen conservandum) probabilmente originaria del Sud America, è la più numerosa del mondo vegetale, comprende oltre 23.000 specie distribuite su 1.535 generi, oppure 22.750 specie e 1.530 generi secondo altre fonti (una delle checklist più aggiornata elenca fino a 1.679 generi). La famiglia attualmente (2021) è divisa in 16 sottofamiglie; la sottofamiglia Asteroideae è una di queste e rappresenta l'evoluzione più recente di tutta la famiglia.

### Filogenesi
Il genere di questa voce è descritto nella sottotribù Asterinae, una delle quasi 40 sottotribù della tribù Astereae. In base alle ultime ricerche nella tribù sono stati individuati (provvisoriamente) 5 principali lignaggi:
- Basal grade: include alcuni generi isolati, il gruppo "South American-Oceania",  alcune sottotribù africane e il gruppo dei generi legnosi del Madagascar.
- Bellis lineage: comprende le sottotribù eurasiatiche e una sottotribù africana.
- Aster lineage: include i generi asiatici di Asterinae e i principali gruppi dell'Australia e dell'Oceania.
- Baccharis lineage: include alcuni gruppi sudamericani.
- North American lineage: include la vasta gamma di sottotribù del Nordamerica, Messico e alcuni gruppi distribuiti nel Sudamerica.

Il genere  Myriactis (insieme alla sottotribù Asterinae) è incluso nel Aster lineage i cui caratteri principali sono: la base delle antere sono prive di code e non sono calcarate (speronate); le linee stigmatiche dei bracci dello stilo sono totalmente separate; i due bracci dello stilo hanno una forma breve o allungata da lanceolata a deltoide e possono essere papillosi o ricoperti da ciuffi di peli (all'esterno, mentre all'interno sono glabri). La distribuzione della maggior parte delle specie di questo gruppo è nelle regioni temperate nord e sud.
La sottotribù Asterinae comprende una trentina di generi suddivisi in 4 rami principali: Psychrogeton - Hersileoides - Asterothamnus - Aster. Il genere di questa voce è incluso nel ramo denominato "Psychrogeton branch" e sottogruppo denominato "Myriactis group" insieme ai generi Helodeaster  e Metamyriactis.  Myriactis, storicamente, in passato era descritto all'interno della sottotribù Lagenophorinae Lauterb..
I caratteri distintivi del genere  Myriactis sono:
- i fiori femminili (del raggio) sono disposti su 2 - 5 serie;
- i colori della corolla sono bianco-verdastro, bianco, rosa o porpora;
- il pappo è mancante.

Il numero cromosomico delle specie di questo genere è: 2n = 18 (di base è n = 9).

### Elenco delle specie
Questo genere ha 9 specie:
- Myriactis assamensis C.E.C.Fisch.
- Myriactis cabrerae  J.Kost.
- Myriactis delavayi  Gagnep.
- Myriactis humilis  Merr.
- Myriactis japonensis  Koidz.
- Myriactis nepalensis  Less.
- Myriactis rupestris  J.Kost.
- Myriactis wallichii  Less.
- Myriactis wightii  DC.

### Sinonimi
Sono elencati alcuni sinonimi per questa entità:
- Botryadenia Fisch. & C.A.Mey.